# Pantaleonsklostret

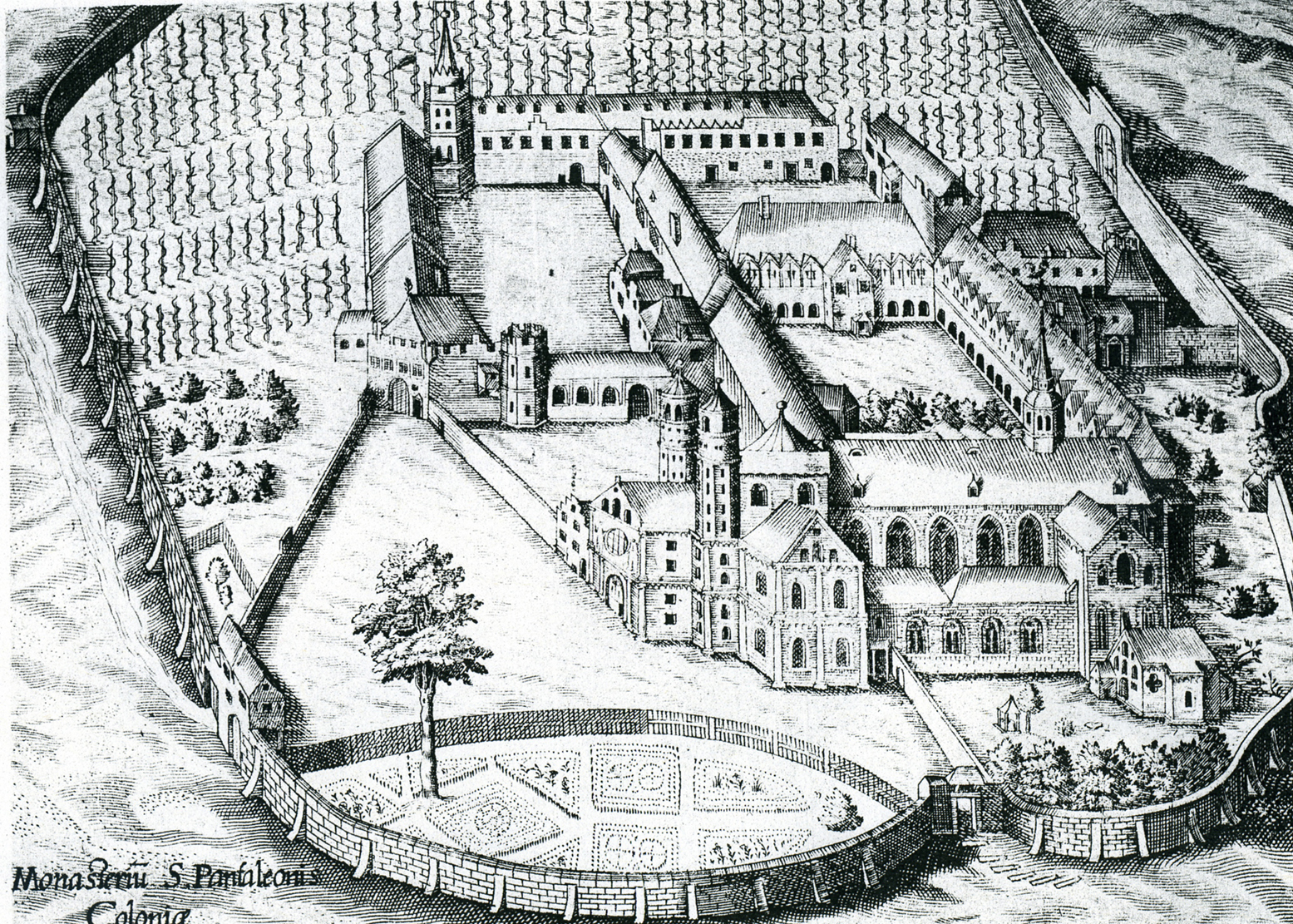
Sankt Pantaleonklostret omkring 1625

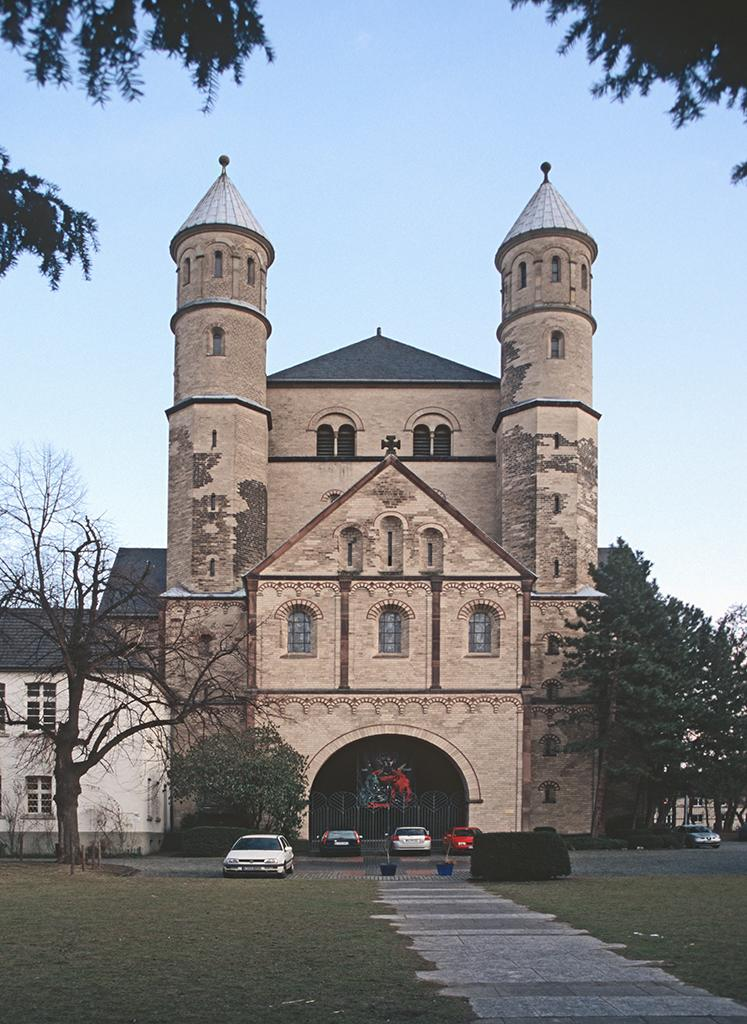
Sankt Pantaleonkyrkans västfasad

Pantaleonsklostret var ett benediktinkloster i Köln mellan mitten av 900-talet och slutet av 1700-talet.
En kyrka uppfördes, troligen vid mitten av 800-talet, på en kulle, där det under romartiden hade funnits en lantvilla, alldeles söder om den romerska staden Colonia Agrippinas stadsmur. Några rester av denna villa finns kvar i nuvarande kyrkas krypta. Ärkebiskopen Bruno, som var bror till den tysk-romerske kejsaren Otto den store grundade 955 ett benediktinerkloster på platsen, där han också begravdes efter sin död. År 966 påbörjades byggandet av en ny kyrkobyggnad, som invigdes 980. 
Pantaleonsklostrets kyrka är den äldsta kyrkan inom kulten för den helige Pantaleon av de som byggdes väster om Bysans. Kejsarinnan Teofano, en bysantinsk prinsessa som gifte sig med kejsar Otto II 972, lät bygga en ny fasad och begravdes i kyrkan. Från 1180 byggdes den medeltida stadsmuren i Köln, varvid klostret och dess kyrka hamnade just innanför.
Från 1618 och framåt omvandlades kyrkan till barockstil i flera byggnadsfaser. 
Pantaleonsklostret stängdes efter det att Köln hade ockuperats av franska revolutionära trupper 1794. Kyrkan användes av ockupationstrupperna 1794–1798 som lasarett och häststall. Efter att Köln blivit en del av Preussen 1815, användes kyrkan som protestantisk garnisonskyrka. En optisk telegraf på telegraflinjen Berlin–Koblenz var 1820–1862 placerad på det mellersta tornet. Detta mellersta torn i barockstil revs sedan vid en restaurering 1888–1992 för att återställa kyrkans västfasad till dess nuvarande utseende i romansk stil.
År 1922 blev kyrkan katolsk igen.

## Kontakt med Lund
När Allhelgonaklostret i Lund instiftades, troligen i slutet av 1070-talet, kallade biskop Ricwald in munkar från Pantaleonklostret för att bli dess första klosterbröder. Broder Hartwig blev den förste abboten och införde den så kallade Siegburgreformen, vilken gällde till 1130. Den innebar att bara biskopar erkändes som klosterherrar.

## Bildgalleri

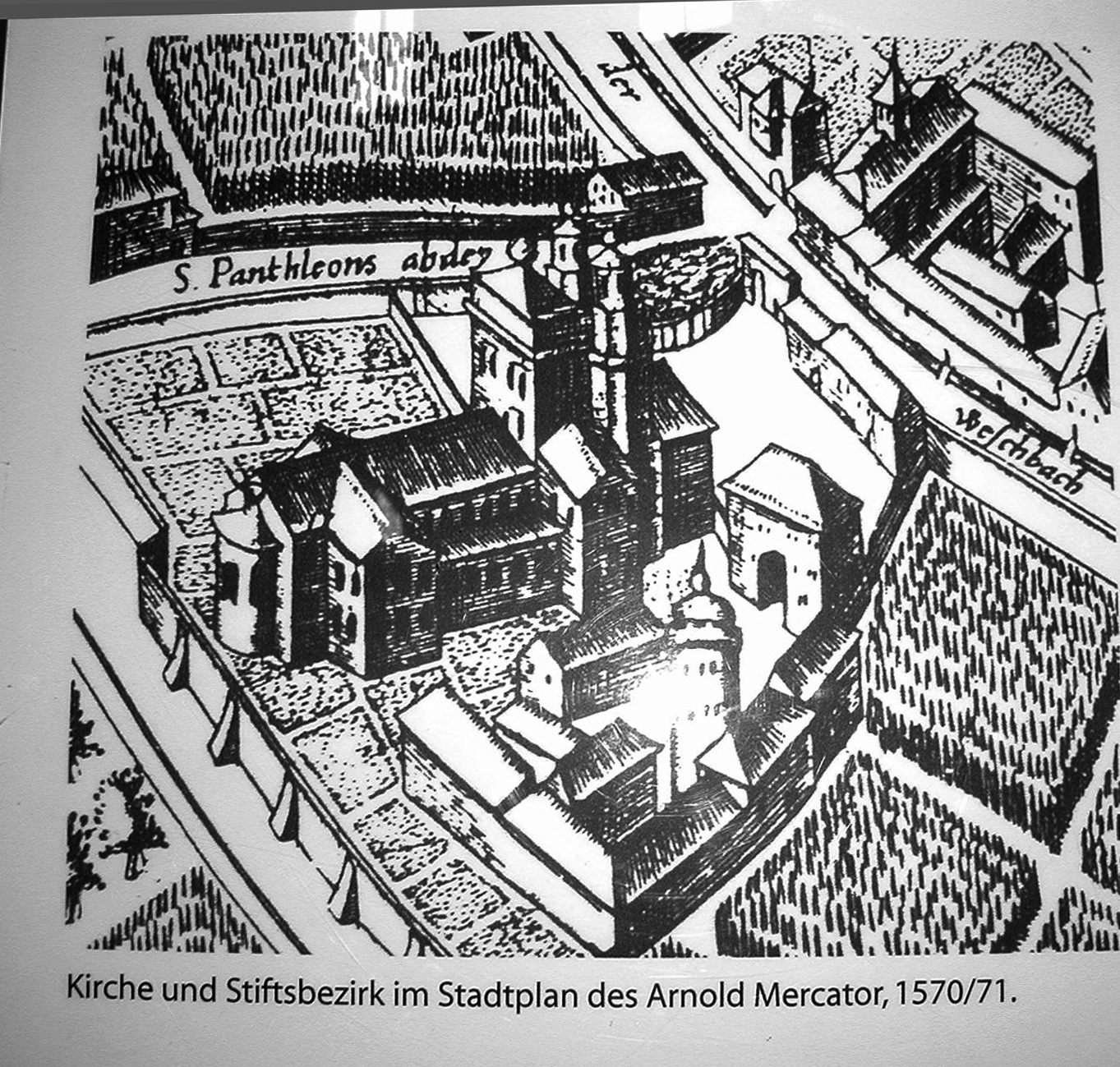
Klostret 1570
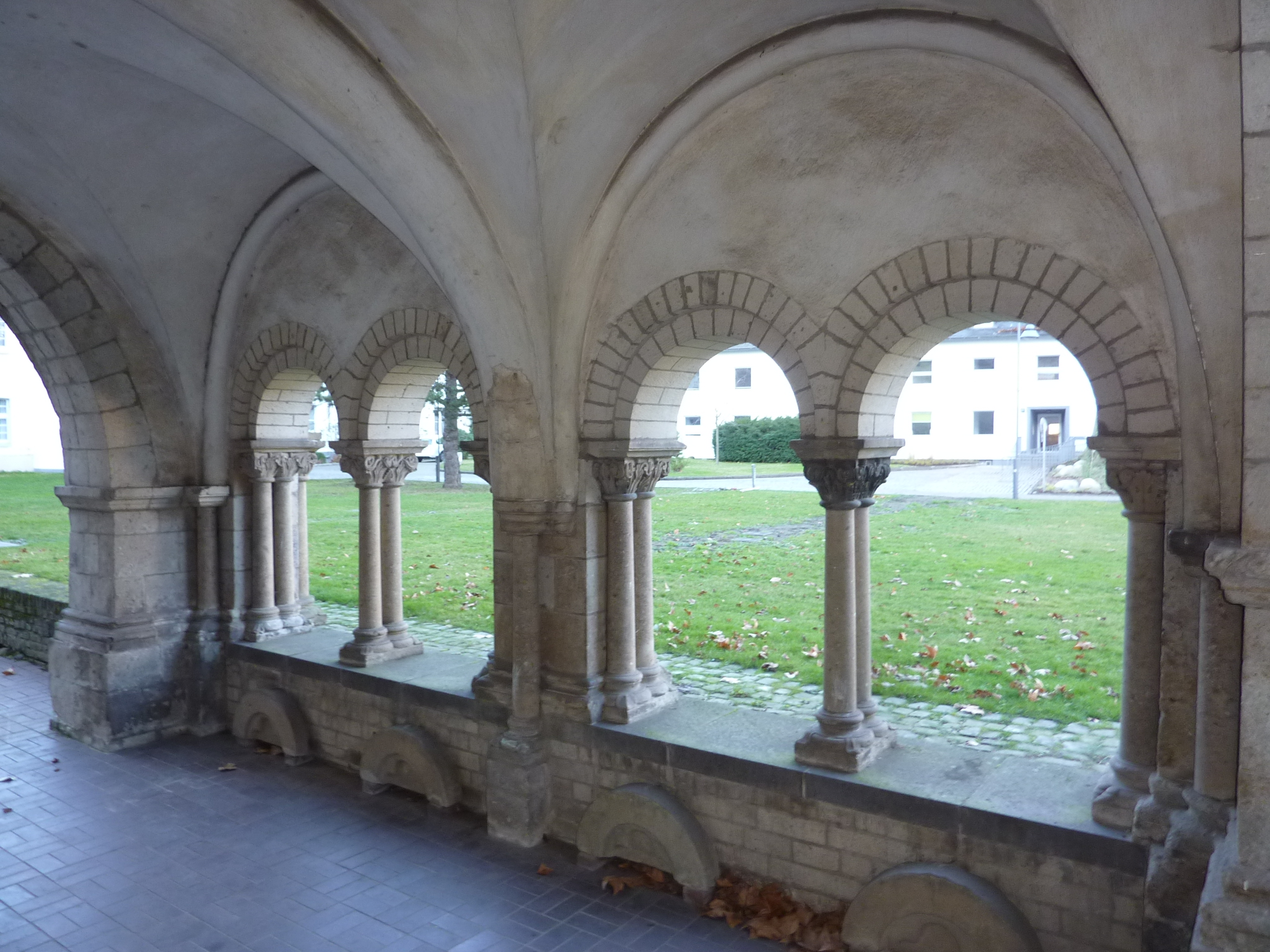
Tidigare korsgång
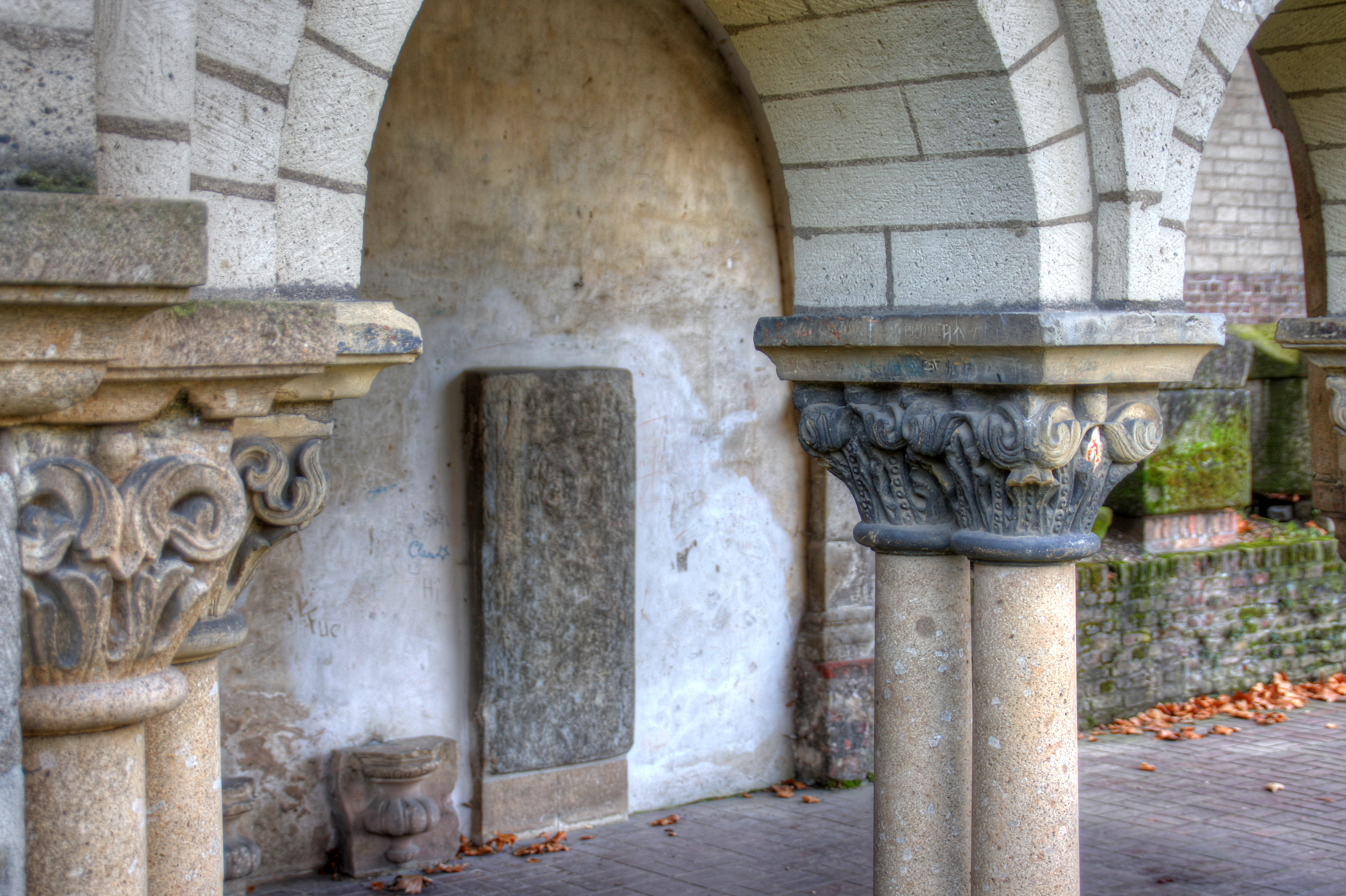
Tidigare korsgång
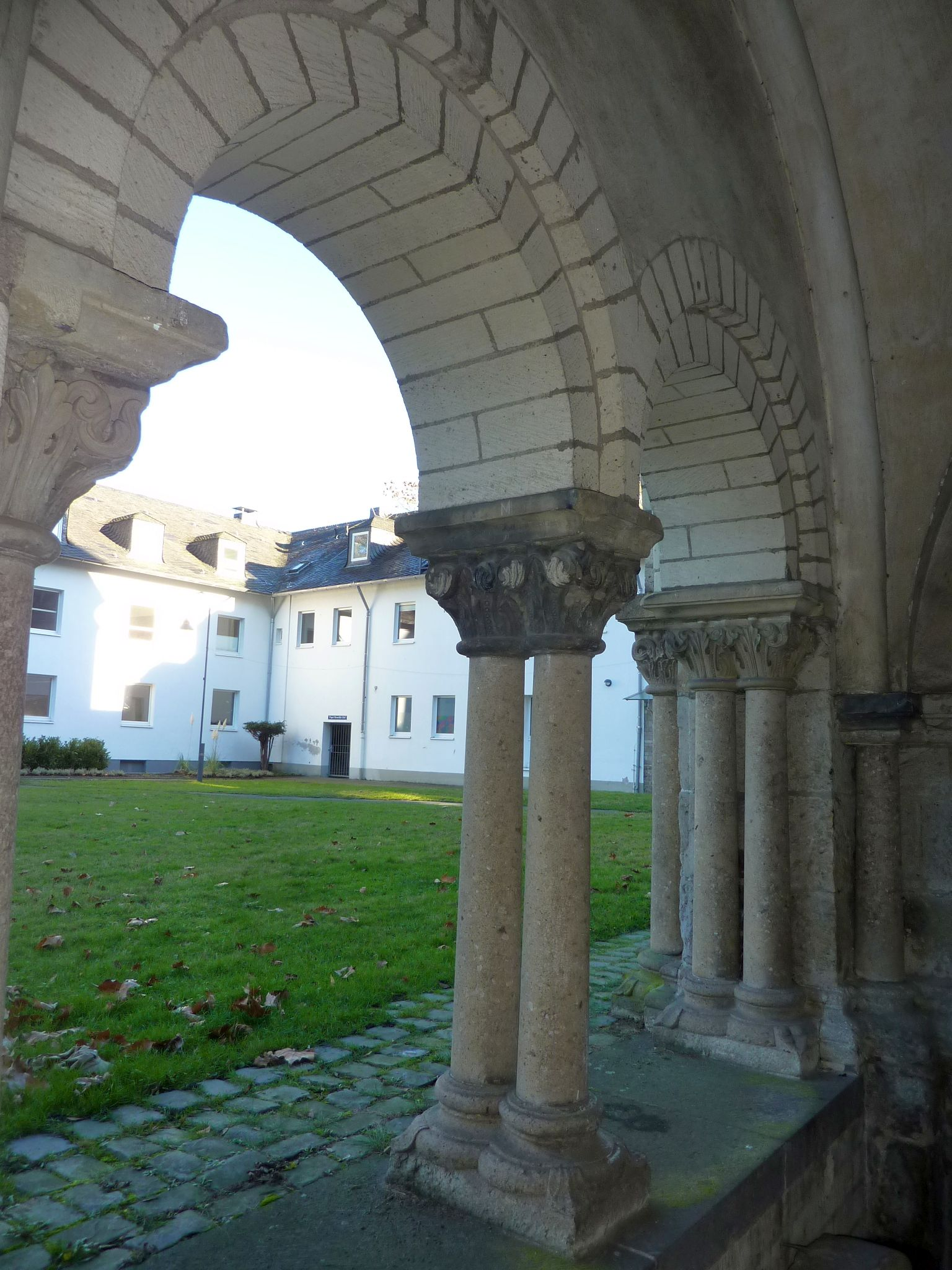
Tidigare klostergård
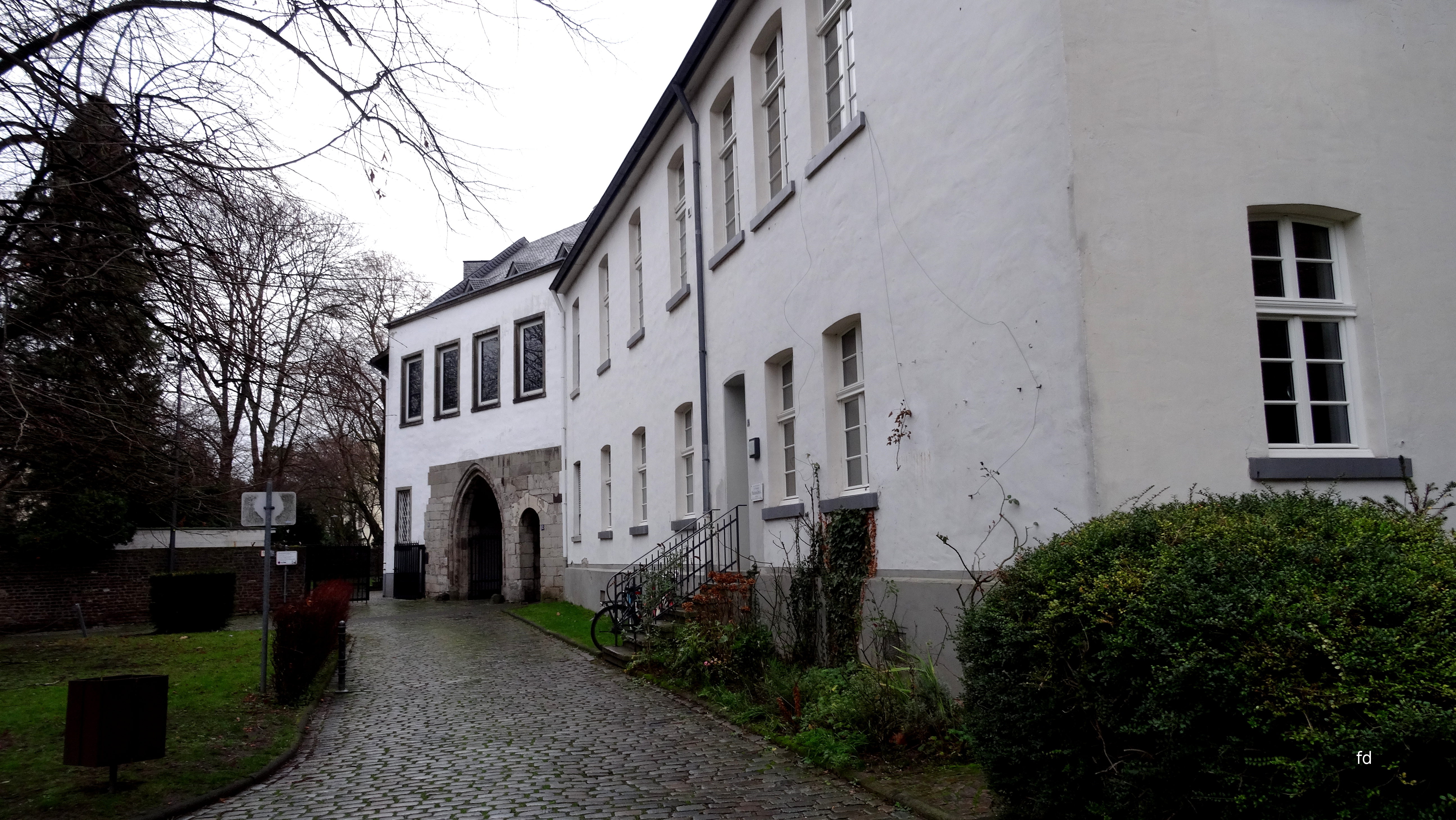
Tidigare kloster
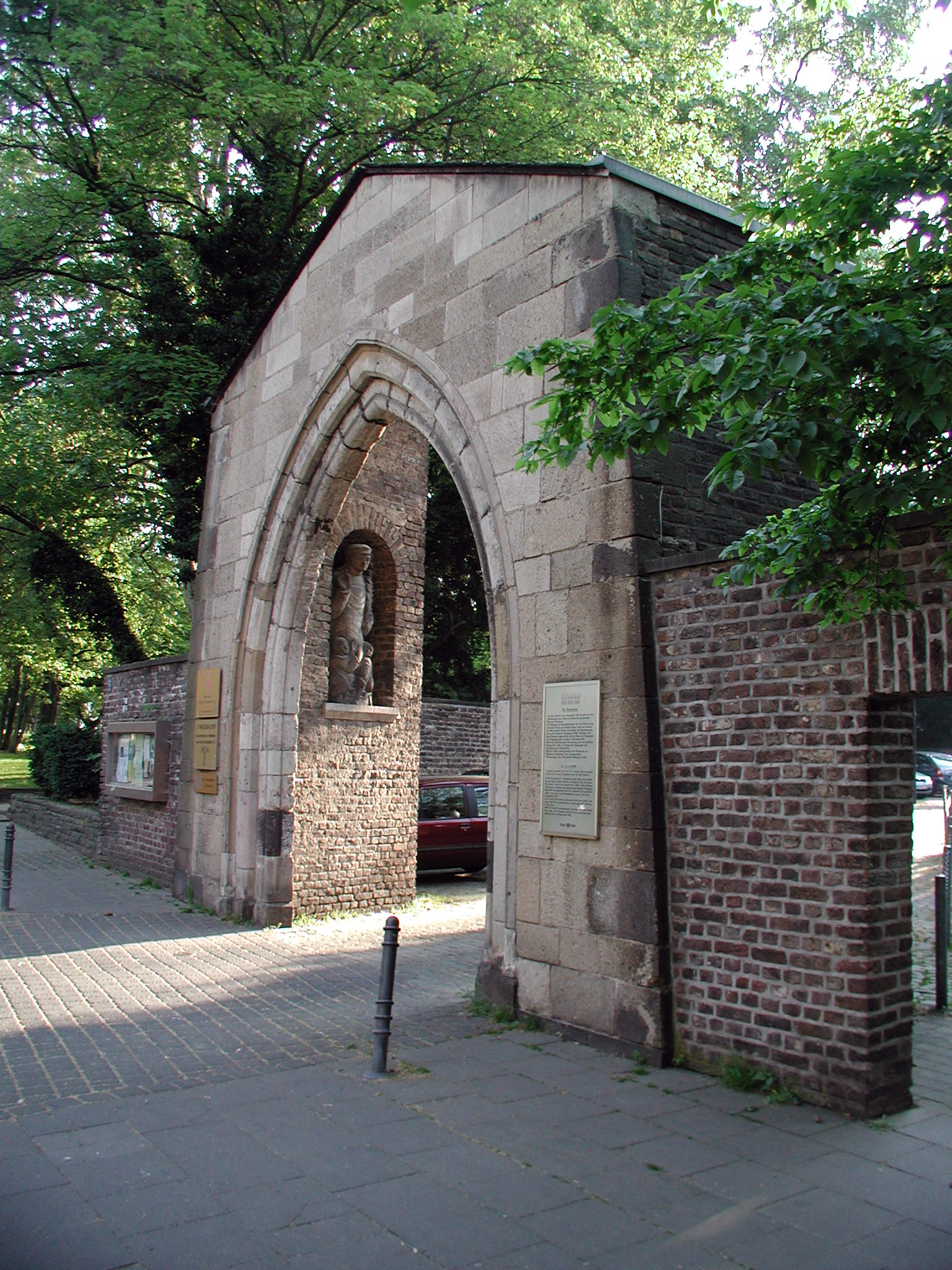
Weidenbachporten